# Тишковка (Гайсинский район)
Тишковка (укр. Тишківка) — село на Украине, находится в Гайсинском районе Винницкой области.
Код КОАТУУ — 0520884809. Население по переписи 2001 года составляет 226 человек. Почтовый индекс — 23700. Телефонный код — 4334.
Занимает площадь 1,296 км².

## Адрес местного совета
23734, Винницкая область, Гайсинский р-н, с.Мытков, ул.Ленина, 57, тел. 56-2-36.